# Morbid Tales
Morbid Tales er det schweiziske ekstremmetal-band Celtic Frosts debutalbum, som blev udgivet i juni 1984 gennem Noise Records. På den første amerikanske udgivelse gennem Metal Blade Records blev der tilføjet de to spor "Dethroned Emperor" og "Morbid Tales". 
Morbid Tales har haft stor indflydelse på både døds- og black metal, hvor flere fremstående grupper indenfor disse genrer har adopteret mange af Celtic Frosts elementer.

## Spor
1. "Into the Crypts of Rays" – 04:20
2. "Visions of Mortality" – 04:48
3. "Procreation (of the Wicked)" – 04:05
4. "Return to the Eve" – 04:08
5. "Danse Macabre" – 03:52
6. "Nocturnal Fear" – 03:38

### Fodnoter
1. ↑  Raggett, Ned. "( Morbid Tales > Overview )". allmusic. Hentet 2003-05-13. {{cite web}}: Ekstern henvisning i |publisher= (hjælp)
2. ↑  "The First Wave", 2005, s 42.